# La strada del mistero
La strada del mistero (Mystery Street) è un film del 1950 diretto da John Sturges.

## Trama
Uno scheletro umano viene rinvenuto su una spiaggia. Il tenente di polizia incaricato delle indagini si avvale della competenza di un patologo dell'Università di Harvard per scoprire l'identità dei resti. Con tenacia e pazienza certosina il poliziotto riesce a ricostruire la vita della ragazza uccisa. Mettendo in sequenza i fatti che hanno portato alla sua morte, arriva al vero omicida e, in seguito a un rocambolesco inseguimento, lo cattura,  riuscendo contemporaneamente a scagionare un innocente inizialmente accusato del brutale delitto.